# Mikkel Kirkeskov
Mikkel Kirkeskov Andersen (Aarhus, 5 settembre 1991) è un calciatore danese, difensore del Preußen Münster.

## Carriera

### Club

#### Aarhus
Kirkeskov ha iniziato la carriera con la maglia dell'Aarhus. Ha debuttato con questa maglia in data 7 novembre 2010, in 1. Division, sostituendo Adam Eckersley nella vittoria per 0-3 sul campo del Fredericia. Ha conquistato la promozione nel campionato 2010-2011, così il 15 agosto 2011 ha esordito nella Superligaen, sostituendo Stephan Petersen nel pareggio per 1-1 sul campo del Silkeborg. L'Aarhus è retrocesso al termine del campionato 2013-2014.

#### Odense
Il 28 luglio 2014, l'Odense ha comunicato sul proprio sito internet d'aver ingaggiato Kirkeskov, con il giocatore che ha scelto di vestire la maglia numero 2. Ha esordito in squadra in data 2 agosto, schierato titolare nel pareggio casalingo per 1-1 contro l'Aalborg. È rimasto in squadra per circa un anno e mezzo, totalizzando 23 presenze in campionato.

#### Aalesund
L'8 gennaio 2016 ha firmato ufficialmente per l'Aalesund, trasferendosi nel club norvegese a titolo definitivo. Ha esordito in Eliteserien in data 11 marzo, schierato titolare nella vittoria per 1-0 sullo Stabæk. Il 31 luglio ha trovato la prima rete, nella vittoria per 2-0 sul Lillestrøm. Ha chiuso la stagione con 32 presenze e 2 reti tra campionato e coppa.
Al termine del campionato 2017, l'Aalesund è retrocesso in 1. divisjon.

#### Piast Gliwice
Il 21 febbraio 2018, i polacchi del Piast Gliwice hanno reso noto l'ingaggio di Kirkeskov, con la formula del prestito fino al termine della stagione in corso: il nuovo club si è riservato un'opzione per l'acquisto a titolo definitivo del calciatore.

### Nazionale
Kirkeskov ha rappresentato la Danimarca a livello Under-19, Under-20 e Under-21. Per quanto concerne la selezione Under-21, ha debuttato il 28 maggio 2012, subentrando a Casper Sloth nell'amichevole vinta per 2-1 contro l'Irlanda.

## Statistiche

### Presenze e reti nei club
Statistiche aggiornate al 23 febbraio 2018.
| Stagione        | Club            | Campionato      | Campionato | Campionato | Coppe nazionali | Coppe nazionali | Coppe nazionali | Coppe continentali | Coppe continentali | Coppe continentali | Supercoppe | Supercoppe | Supercoppe | Totale | Totale |
| Stagione        | Club            | Comp            | Pres       | Reti       | Comp            | Pres            | Reti            | Comp               | Pres               | Reti               | Comp       | Pres       | Reti       | Pres   | Reti   |
| --------------- | --------------- | --------------- | ---------- | ---------- | --------------- | --------------- | --------------- | ------------------ | ------------------ | ------------------ | ---------- | ---------- | ---------- | ------ | ------ |
| 2009-2010       | Aarhus          | SL              | 0          | 0          | CD              | ?               | ?               | -                  | -                  | -                  | -          | -          | -          | 0+     | 0+     |
| 2010-2011       | Aarhus          | 1D              | 13         | 0          | CD              | ?               | ?               | -                  | -                  | -                  | -          | -          | -          | 13+    | 2+     |
| 2011-2012       | Aarhus          | SL              | 16         | 0          | CD              | 3               | 0               | -                  | -                  | -                  | -          | -          | -          | 13+    | 2+     |
| 2012-2013       | Aarhus          | SL              | 30         | 0          | CD              | 2               | 0               | UEL                | 1                  | 0                  | -          | -          | -          | 33     | 2      |
| 2013-2014       | Aarhus          | SL              | 32         | 0          | CD              | 3               | 0               | -                  | -                  | -                  | -          | -          | -          | 35     | 2      |
| lug. 2014       | Aarhus          | 1D              | 1          | 0          | CD              | -               | -               | -                  | -                  | -                  | -          | -          | -          | 1      | 0      |
| Totale Aarhus   | Totale Aarhus   | Totale Aarhus   | 92         | 0          |                 | 8+              | 0+              |                    | 1                  | 0                  |            | -          | -          | 101+   | 0+     |
| lug. 2014-2015  | Odense          | SL              | 14         | 0          | CD              | ?               | ?               | -                  | -                  | -                  | -          | -          | -          | 14+    | 0+     |
| 2015-gen. 2016  | Odense          | SL              | 9          | 0          | CD              | ?               | ?               | -                  | -                  | -                  | -          | -          | -          | 9+     | 0+     |
| Totale Odense   | Totale Odense   | Totale Odense   | 23         | 0          |                 | ?               | ?               |                    | -                  | -                  |            | -          | -          | 23+    | 0+     |
| 2016            | Aalesund        | ES              | 29         | 2          | CN              | 3               | 0               | -                  | -                  | -                  | -          | -          | -          | 32     | 2      |
| 2017            | Aalesund        | ES              | 28         | 0          | CN              | 3               | 0               | -                  | -                  | -                  | -          | -          | -          | 31     | 0      |
| Totale Aalesund | Totale Aalesund | Totale Aalesund | 57         | 2          |                 | 6               | 0               |                    | -                  | -                  |            | -          | -          | 63     | 2      |
| feb.-giu. 2018  | Piast Gliwice   | EK              | 0          | 0          | CP              | -               | -               | -                  | -                  | -                  | -          | -          | -          | 0      | 0      |
| Totale          | Totale          | Totale          | 172        | 2          |                 | 14+             | 0+              |                    | 1                  | 0                  |            | -          | -          | 187+   | 2+     |

### Cronologia presenze e reti in nazionale
| Cronologia completa delle presenze e delle reti in nazionale ― Danimarca | Cronologia completa delle presenze e delle reti in nazionale ― Danimarca | Cronologia completa delle presenze e delle reti in nazionale ― Danimarca | Cronologia completa delle presenze e delle reti in nazionale ― Danimarca | Cronologia completa delle presenze e delle reti in nazionale ― Danimarca | Cronologia completa delle presenze e delle reti in nazionale ― Danimarca | Cronologia completa delle presenze e delle reti in nazionale ― Danimarca | Cronologia completa delle presenze e delle reti in nazionale ― Danimarca |
| Data                                                                     | Città                                                                    | In casa                                                                  | Risultato                                                                | Ospiti                                                                   | Competizione                                                             | Reti                                                                     | Note                                                                     |
| ------------------------------------------------------------------------ | ------------------------------------------------------------------------ | ------------------------------------------------------------------------ | ------------------------------------------------------------------------ | ------------------------------------------------------------------------ | ------------------------------------------------------------------------ | ------------------------------------------------------------------------ | ------------------------------------------------------------------------ |
| 26-1-2013                                                                | Tucson                                                                   | Canada                                                                   | 0 – 4                                                                    | Danimarca                                                                | Amichevole                                                               | -                                                                        |                                                                          |
| 31-1-2013                                                                | Glendale                                                                 | Messico                                                                  | 1 – 1                                                                    | Danimarca                                                                | Amichevole                                                               | -                                                                        | 66’                                                                      |
| Totale                                                                   |                                                                          | Presenze                                                                 | 2                                                                        |                                                                          | Reti                                                                     | 0                                                                        |                                                                          |

## Palmarès

### Club

#### Competizioni nazionali
- Campionato polacco: 1

Piast Gliwice: 2018-2019